# Какеру Танігава
Какеру Танігава (яп. 谷川翔, Kakeru Tanigawa, нар. 15 лютого 1999, Тіба) — японський гімнаст. Призер чемпіонату світу, Азійських ігор та Універсіади.

## Біографія
Має старшого брата Ватару Танігава, який є призером чемпіонатів світу зі спортивної гімнастики.
Навчається на факультеті фізичної культури в "Університеті Джутнендо", Токіо.

## Спортивна кар'єра
В трирічному віці пішов школу бойових мистецтв, а в шість років приєднався до старшого брата, який відвідував спортивну гімнастику.

#### 2018
На чемпіонаті Японії сенсаційно перервав десятирічну гегемонію в багатоборстві Кохея Утімури, вигравши національну першість.
На Азійських іграх здобув срібло в командній першості та кваліфікувався до чотирьох фіналів, в тому числі до багатоборства, але залишився поза п'єдесталом.
В Досі, Катар, на чемпіонаті світу був запасним.

#### 2019
Здобув другу поспіль перемогу на чемпіонаті Японії в багатоборстві.
На Універсіаді в командній першості разом з Казумою Кая та братом Ватару Танігавою здобув перемогу, а у вільних вправах виграв бронзову медаль.
На Кубку NHK виграв багатоборство, що дозволило пройти відбір до національної команди на чемпіонат світу.
На чемпіонаті світу 2019 року у командному фіналі разом з Дайкі Гашимото, Казумою Кая, Ватару Танігавою та Юя Камото здобув бронзову нагороду. В фінали окремих видів не кваліфікувався.

## Результати на турнірах
| Рік  | Змагання        | КБ | ІБ | Вільні вправи | Кінь | Кільця | Опорний стрибок | Паралельні бруси | Перекладина |
| ---- | --------------- | -- | -- | ------------- | ---- | ------ | --------------- | ---------------- | ----------- |
| 2018 | Азійські ігри   | 2  | 4  | 8             |      |        |                 | 4                | 7           |
| 2019 | Універсіада     | 1  | 4  | 3             |      |        |                 |                  | 7           |
| 2019 | Чемпіонат світу | 3  |    |               |      |        |                 |                  |             |